# Herman Frederik van Hohenzollern-Hechingen
Herman Frederik van Hohenzollern-Hechingen (Hechingen, 11 januari 1665 - Freiburg im Breisgau, 23 januari 1733) was graaf van Hohenzollern-Hechingen en generaal-veldmaarschalk in het Keizerlijke Leger. Hij behoorde tot het huis Hohenzollern.

## Levensloop
Herman Frederik was de tweede zoon van vorst Filips Christoffel Frederik van Hohenzollern-Hechingen en Maria Sidonia van Baden, dochter van markgraaf Herman Fortunatus van Baden-Rodemachern.
Hij werd kanunnik van de Kathedraal van Straatsburg en de Dom van Keulen. Vervolgens trad hij als officier in de militaire dienst van het Heilige Roomse Rijk. Nadat hij zich kon onderscheiden in de Grote Turkse Oorlog, werd hij op 19 mei 1704 bevorderd tot generaal-veldmaarschalk. Op 2 april 1708 kreeg hij de rang van veldmaarschalk-luitenant en op 10 mei 1716 werd hij bevorderd tot veldtochtmeester. Uiteindelijk werd hij op 14 oktober 1723 benoemd tot veldmaarschalk. 
Later werd Herman Frederik gouverneur van Freiburg im Breisgau. Hij resideerde voornamelijk in Arberg. In januari 1733 stierf hij op 68-jarige leeftijd.

## Huwelijken en nakomelingen
Herman Frederik trad tweemaal in het huwelijk. Op 8 september 1704 huwde hij met zijn eerste echtgenote Eleonora Magdalena (1673-1711), dochter van markgraaf Christiaan Ernst van Brandenburg-Bayreuth. Ze kregen een dochter:
- Eleonora Elisabeth Augusta (1705-1763), kloosterzuster in Hall in Tirol

Op 27 mei 1714 huwde hij met zijn tweede echtgenote Josepha (1694-1738), dochter van graaf Franz Albrecht van Oettingen-Spielberg. Ze kregen twaalf kinderen:
- Maria Christina (1715-1749), huwde in 1733 met graaf Johan Josef Anton van Thun en Hohenstein
- Sophia (1716-1716)
- Jozef Frederik Willem (1717-1798), vorst van Hohenzollern-Hechingen
- Herman Frederik (1719-1724)
- Frans Xaver (1720-1765), keizerlijk veldmaarschalk
- Maria Anna (1722-1806), kloosterzuster in Buchau
- Amadeus (1724-1753), kanunnik van de Dom van Keulen
- Frederik Anton (1726-1812), keizerlijk generaal
- Maria Francisca Josepha (1728-1801), huwde in 1747 met vorst Frans Wenceslaus van Clary en Aldringen
- Maria Sidonia Theresia (1729-1815), huwde in 1749 met vorst Frans Ulrich Kinsky van Wchinitz en Tettau
- Meinrad Jozef (1730-1823), kanunnik van Konstanz
- Johan Nepomuk Karel (1732-1803), bisschop van Ermland

- Gemeinsame Normdatei: 140011919
- Virtual International Authority File: 103328313